# Джаны-Дыйкан
Джаны-Дыйкан (кирг. Жаңы-Дыйкан) — село в Сузакском районе Джалал-Абадской области Кыргызстана. Входит в состав Сузакского айылного аймака.

## География
Село расположено в юго-восточной части области, к западу от реки Кёгарт, на расстоянии приблизительно 4 километров (по прямой) к северу от села Сузак, административного центра района. Абсолютная высота — 779 метров над уровнем моря.

## Население
Согласно оценочным данным Национального статистического комитета Кыргызской Республики, численность населения села на начало 2023 года составляла 2909 человек.
| год     | 2009 | 2014 | 2015 | 2020 | 2021 | 2023 |
| ------- | ---- | ---- | ---- | ---- | ---- | ---- |
| человек | 2279 | 3042 | 2347 | 2697 | 2726 | 2909 |